# Cetotheriidae
Cetotheriidae (Brandt 1872) è una famiglia estinta di Cetacei misticeti cui appartengono 6 generi vissuti dal tardo Oligocene al tardo Pliocene.

## Tassonomia
Alla famiglia Cetotheriidae venivano ascritti in passato più di 27 generi, rendendo il taxon parafiletico. Nel 2006 Bouetel e Muizon analizzando una serie di caratteri del cranio, stabilirono che per rendere monofiletico il taxon, ad esso dovessero essere ascritti 6 generi:
- Piscobalaena
- Herpetocetus
- Metopocetus
- Cetotherium
- Nannocetus
- Mixocetus